# Martine de Schutter
Martine de Schutter (ur. 14 marca 1965, zm. 17 lipca 2014) – holenderska działaczka na rzecz walki z AIDS.
Pochodziła z wsi Heijningen w Brabancji Północnej. Była antropologiem kultury. Karierę zaczynała od pracy w Światowej Organizacji Zdrowia (WHO), w Ameryce Południowej. Następnie działała w AIDS Action Europe zrzeszającej ponad 400 organizacji działających na rzecz walki z AIDS. Była dyrektorem programowym Bridging the Gaps.
Zginęła w katastrofie lotu Malaysia Airlines 17 w dniu 17 lipca 2014 r., lecąc w charakterze delegata na 20. Międzynarodową Konferencję AIDS w Melbourne, w Australii.